# Antonio Albanés
Antonio Albanés (* vor 1952; † 5. November 2012) war ein uruguayischer Straßenradrennfahrer.

## Karriere
Albanés nahm insgesamt dreimal an der Landesrundfahrt Uruguays, der Vuelta Ciclista del Uruguay, teil. 1952 belegte er von 192 gestarteten Fahrern den 35. Platz. Im Folgejahr wurde er 18. Im Jahre 1954 erreichte er unter 163 Teilnehmern den 24. Rang der Gesamtwertung. 
1954 eröffnete Albanés ein Radsportgeschäft in Florida, das auch im Jahre 2013 noch existierte. Neben seiner Tätigkeit in seinem Radsportgeschäft war er auch als Trainer tätig und betreute beispielsweise bei der Vuelta a Guatemala 1967 die uruguayische Auswahl, zu der seinerzeit Saúl Alcántara, Raúl Etchebarne, Rene Decena und Raúl Cortes zählten. 
2011 wurde Albanés die Ehre zuteil, dass bei uruguayischen Etappenrennen wie beispielsweise der 19. Auflage der Vuelta del Congreso Tagesstreckenabschnitte nach ihm benannt wurden. Zudem wurde er in der Sitzung der Junta Departamental de Florida vom 18. März 2011 in Reden der Edile Carlos Martínez Latorraca und Rafael Cosentino neben Walter Varela und Dardo Sánchez als einer der bedeutendsten Radsportler in Floridas Radsportgeschichte bezeichnet.
Albanés verstarb Anfang seines neunten Lebensjahrzehnts und wurde auf dem Friedhof der Stadt Florida beigesetzt. Anlässlich seines ersten Todestages brachte der Club Ciclista Deportivo San Antonio eine Gedenktafel an Albanés' Grabstätte an.

## Privates
Antonio Albanés wurde als Sohn von Victoriano Albanés geboren und hatte mindestens drei Schwestern. Mit seiner Frau hatte er auch Kinder.